# Sanctuaire Notre-Dame-du-Perpétuel-Secours d'Asuncion
Le sanctuaire Notre-Dame-du-Perpétuel-Secours d’Asuncion est une église située à Asuncion au Paraguay, à laquelle l’Église catholique donne les statuts d’église paroissiale et de sanctuaire national. Il est rattaché à l’archidiocèse d’Asuncion, et administré par les Rédemptoristes, qui y vénèrent Notre-Dame du Perpétuel Secours.

## Historique
Les Rédemptoristes s’implantent à Asuncion en 1944 ; la paroisse est érigée le 19 juillet. La construction de l’église paroissiale débute le 29 septembre 1945, et elle est consacrée le 5 mars 1950.
Le 14 juin 1959, elle est déclarée sanctuaire national — la définition de « sanctuaire » venant quelques années auparavant d’être communiquée par le Vatican.
Depuis 2017, le sanctuaire dispose d’une chapelle de l’Adoration-Perpétuelle, où les fidèles peuvent se recueillir nuit et jour.

## Célébrations
La principale célébration est le 27 juin, date de la vénération à Notre-Dame du Perpétuel Secours. Plusieurs messes sont alors données, et une procession organisée,.